# Jacob's Well
Pour les articles homonymes, voir Jacob (homonymie).
Jacob's Well (« puits de Jacob ») est une exsurgence du Texas Hill Country qui coule du lit du ruisseau Cypress (en), situé au nord-ouest de Woodcreek, au Texas.
La source est située sur une aire naturelle de 21,5 hectares protégée gérée par le département des parcs du comté de Hays et, malgré son faible diamètre (3,7 mètres), elle sert localement de lieu de baignade. La grotte de Jacob's Well descend verticalement sur environ 9,1 mètres, puis continue à descendre sous un certain angle à travers une série de chambres, dont (1 542 mètres ont pu être cartographiés.
La grotte est aussi une attraction pour les plongeurs, dont certains inexpérimentés en plongée souterraine, ce qui a entraîné la mort d'un certain nombre d'entre eux. Neuf cadavres (huit masculins et un féminin) ont été découverts dans la grotte,.

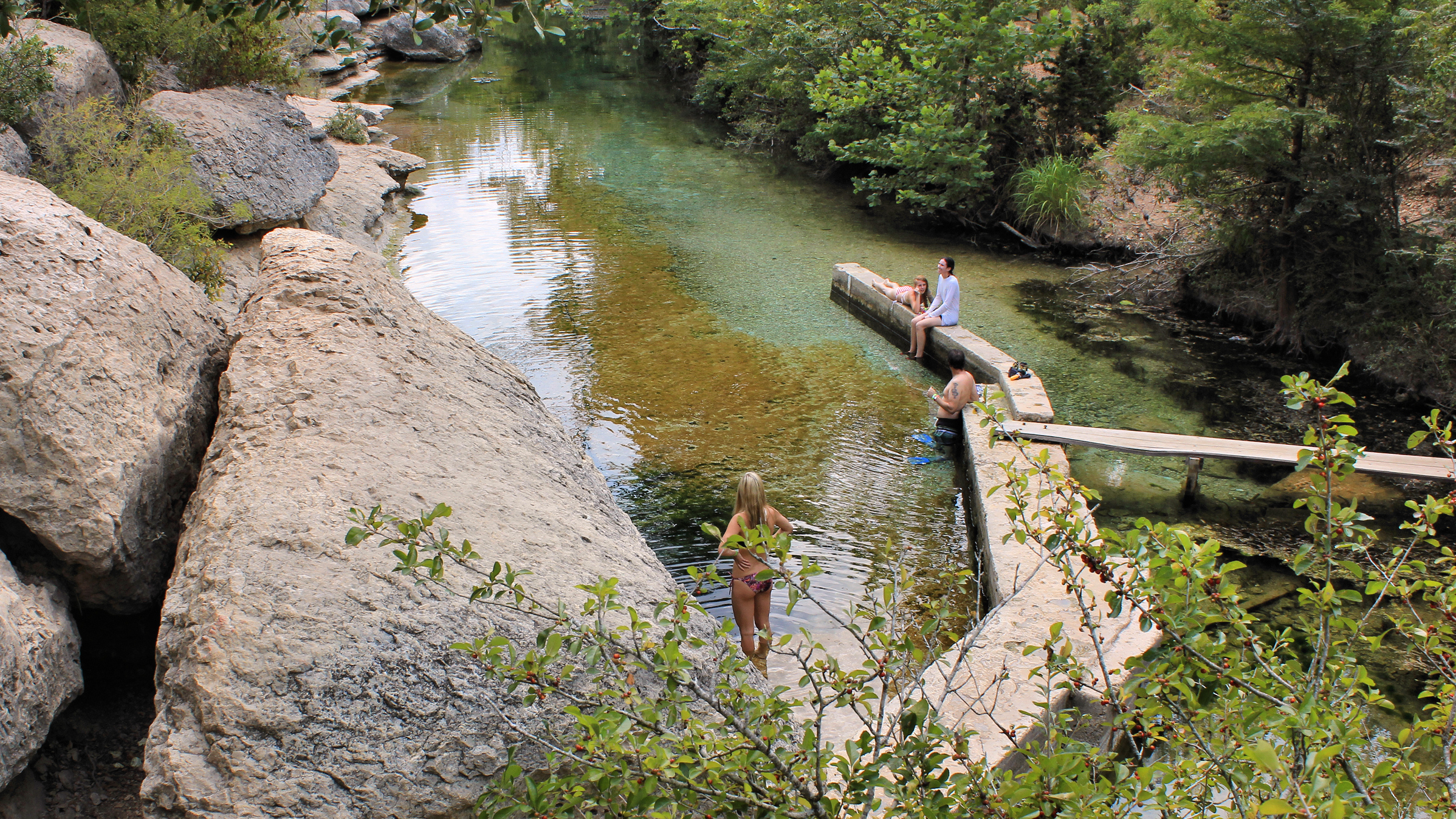
Le Jacob's Well dans son environnement.

## Histoire
Le Jacob's Well est découvert par des pionniers dans les années 1850. Selon la tradition locale, la source jaillissait autrefois avec une telle force que l'eau montait jusqu'à neuf mètres au-dessus du sol. En 1924, la source coulait à un débit de 643,5 litres par seconde. Le développement de l'urbanisation et le pompage excessif des eaux souterraines ont gravement affaibli les sources telles que le Jacob's Well, qui a cessé de couler pour la première fois depuis sa découverte en 2000 et à nouveau en 2008.